# Bamazomus pileti
Espèce
Synonymes
- Trithyreus pileti Brignoli, 1974

Bamazomus pileti est une espèce de schizomides de la famille des Hubbardiidae.

## Distribution
Cette espèce est endémique du Selangor en Malaisie,. Elle se rencontre dans les grottes de Batu.

## Description
Le mâle holotype mesure 5,85 mm.

## Étymologie
Cette espèce est nommée en l'honneur de R. Pilet.

## Publication originale
- Brignoli, 1974 : Un nuovo Schizomida delle Batu Caves in Malesia (Arachnida, Schizomida). Revue Suisse de Zoologie, vol. 81, p. 731-735 (texte intégral).